# Van Helsing’s Factory

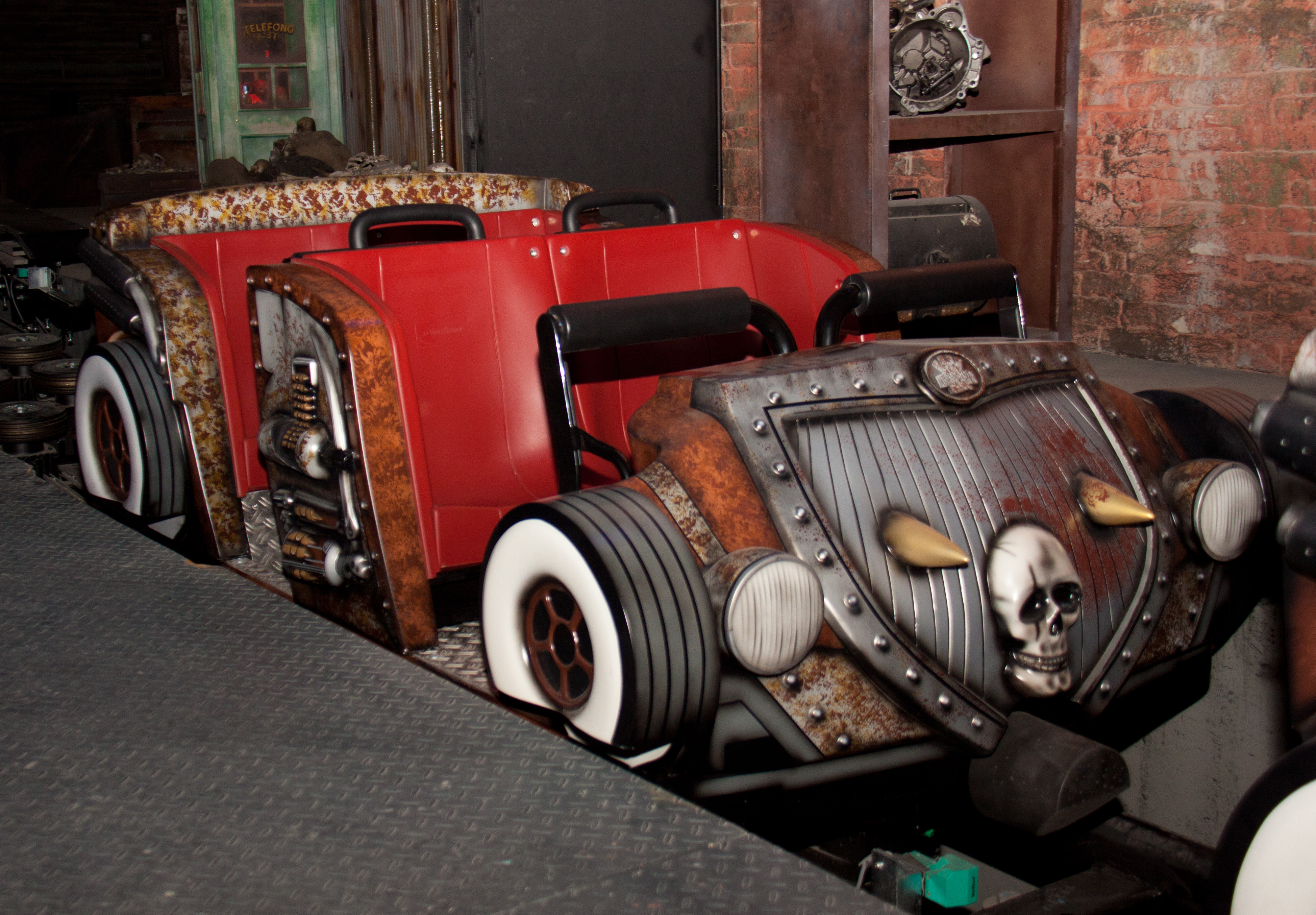
Ein Wagen der Achterbahn

Van Helsing’s Factory ist eine Dunkelachterbahn vom Modell Bobsled Coaster des Herstellers Gerstlauer Amusement Rides im Movie Park Germany. Die Bahn wurde am 18. Juni 2011 in einer Halle, die ehemals die Themenfahrt Gremlins Invasion beherbergte, eröffnet.
Die Achterbahn hat wie andere Bahnen des Typs sowohl Elemente einer Wilden Maus, mit ungeneigten Kurven als auch Helices und Umschwünge. Dazu kommen, mit der sich frei an die Figur des Vampirjägers Van Helsing des gleichnamigen Films aus dem Jahr 2004 anlehnenden Thematisierung, auch Elemente einer Geisterbahn.
Nach Verkauf des Parks von Six Flags an Palamon im Jahr 2004 konnte mangels Lizenz die nach den Gremlins-Filmen gestaltete Themenfahrt nicht mehr betrieben werden. Nur zum Halloween Horror Fest wurde das Fahrsystem noch genutzt. Im Sommer 2010 wurde dann seitens der Parkleitung eine Umnutzung der Halle mit einer thematisierten Achterbahn angekündigt.
Der Wartebereich der Achterbahn befindet sich innerhalb des Gebäudes, in zwei der ehemals als Kinosaal für die Preshow der Gremlins Invasion genutzten Räumen. In einem weiteren dieser Räume findet sich im Ausgangsbereich ein Verkaufsgeschäft für die während der Fahrt erstellten Onridefotos und -Filme sowie thematisch passenden Artikeln. Innen wie außen wurde das Gebäude wie eine heruntergekommene Tankstelle gestaltet.
Die Warteschlange führt dabei an diversen Autoteilen und Maschinen vorbei. Im zweiten Raum stimmt eine Projektion des Autos reparierenden Van Helsing auf die Geschichte der Fahrt ein: Die Mitfahrer sollen sich bewaffnen und den Protagonisten bei der Bekämpfung von Vampiren unterstützen.

## Fahrtverlauf
Die Station verlassen die Wagen für 4 Personen in zwei Reihen mit je zwei Personen in einer Linkskurve, vor dem ersten der beiden Lifte geht die Fahrt durch eine ebene Strecke, vorbei an einer weiteren Projektion von Van Helsing. Der 7,7 Meter hohe Kettenlift mündet in eine nach rechts unten führende Helix. Nach einem Umschwung über eine Kuppe folgt eine überhöhte Linkskurve, daran schließt sich die erste Blockbremse an. In vollkommener Dunkelheit folgen drei 180°-„Mauskurven“ und danach eine weitere Blockbremse, bevor die Wagen nach einer 90°-Rechtskurve mit Reibrädern den zweiten 7,5 Meter hohen Lifthill hinauftransportiert werden. Der Lifthill ist von schrottreifen Autos gesäumt, in denen Animatronics eines Monsters und eines Werwolfs zu sehen sind. Als Besonderheit werden die Wagen mit zunehmender Höhe auf dem Lift immer stärker beschleunigt. Es folgen eine Doppelhelix nach links und eine Rechts-Links-Kurvenkombination, in der die Wagen durch einen so genannten Fogscreen fahren, auf den ein Vampir projiziert wird. Nach einer letzten Linkskurve durchfahren die Wagen eine Gerade mit Schlussbremse und kommen auf der Station zum Stehen.
Mit insgesamt neun Wagen bietet die Bahn eine theoretische Kapazität von 850 Personen pro Stunde.

## Auszeichnungen
2012 wurde der Park und der Hersteller Gerstlauer für die Achterbahn mit dem Neuheitenpreis „FKF-Award 2011“ des Freundeskreises Kirmes und Freizeitparks e. V. ausgezeichnet. Es wurde in der Begründung die Kombination aus Geister- und Achterbahn als ein Vergnügen für die ganze Familie hervorgehoben. Weiterhin erhielt die Attraktion im Jahr 2011 den Worldofparks-Award als beste Neuheit in einem deutschen Freizeitpark.